# 段鍾沂
段鍾沂（Johnny Tuan Chung-Yi，1948年—），台灣滾石國際音樂董事長，國立臺中第二高級中學畢業，國立政治大學財稅系畢業。
段鍾沂目前是滾石音樂國際公司的董事長、滾石文化的發行人及廣告雜誌發行人。

## 生平
1980年代，段鍾沂與其弟段鍾潭創辦台灣第一本指標性專業雜誌廣告雜誌（Adm Magazine）。1986年，再創立滾石有聲出版社（滾石國際音樂前身，通稱滾石唱片），該公司後來成為亞洲地區最大的一家獨立唱片公司，影響著全球華人音樂市場。
2005年段鍾沂設立了全世界第一個專門展示及銷售創意筆記本的網站，這個網站曾吸引了台灣地區大量的創意設計人員，在網站上發表設計作品。
2008年又設立了廣告王網站，期望促進全球廣告創意人，與社群大眾間的文化藝術交流；另一方面也發揮吸鐵石力量，吸引全球創意作品向本網站集合，使其盡速成為全球第一及最大的中文化創意作品網站。
2014年承辦全亞洲最重要的數位盛宴DigiAsia，獲得廣告業界極大迴響。
段鍾沂在過去30多年來，與台灣的廣告、音樂、文化創意等產業有極親密的關係，並且主動積極的參與這些產業的發展。除多次舉辦與廣告行銷相關之國際性講座與論壇之外，曾多次擔任時報廣告獎及時報金犢獎評審並於2011-2013年擔任金曲音樂節召集人。

## 戲劇演出
風采巨星-台視劇場經典系列 第 10 集 外遇